# Judaistika

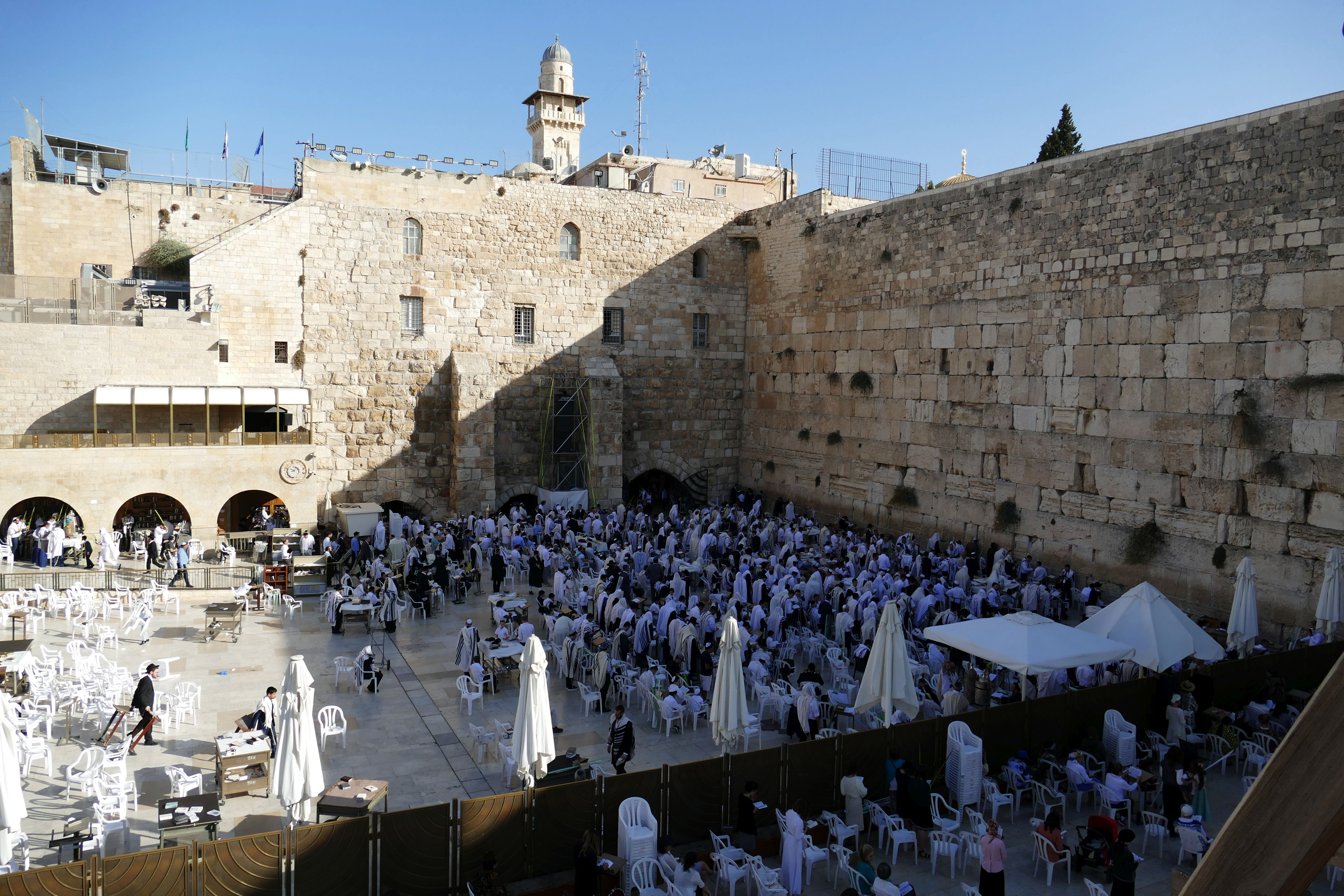
Modlitba u zdi nářků v Jeruzalémě

Judaistika je odvětvím humanitních věd, které se zabývá tématy souvisejícími s judaismem: náboženstvím a historií židů, židovským uměním, židovskými zákony a židovskými texty – zejména Tanachem, Talmudem či kabalistickými spisy. Jakožto v odvětví humanitní vědy se v ní uplatňuje badatelský a kritický přístup, odlišný od přístupu náboženského. Mezi příbuzné obory patří hebraistika, biblistika, teologie, historie, dějiny umění, filosofie aj.
Jako první začal být tento přístup aplikován v Německu na berlínské Hochschule für die Wissenschaft des Judentums (Vysoké škole vědy o židovství), jež byla založena v roce 1872. Cílem bylo představit tehdejší osvícenské Evropě judaismus jako moderní nábožensko-filozoficko-kulturní směr a položit základy modernímu vědeckému výzkumu židovství. Na této škole vyučoval mimo jiné Abraham Geiger (1810-1874), autor knihy „Urschrift und Uebersetzungem der Bibel in ihrer Abhängigkeit von der inneren Entwicklung des Judenthums“ (Původní text a překlady Bible v jejich závislosti na vnitřním vývoji židovství) s průkopnickým obsahem, jež byla vydána v roce 1857, a ke studiu byly přijímány i ženy a také nežidovští studenti. Poté instituce zabývající se judaistikou vznikají pod různými názvy na množství univerzit. Vůdčí roli v tomto oboru však získala Hebrejská univerzita v Jeruzalémě. V České republice se od počátku 90. let judaistika vyučuje na Husitské teologické fakultě Univerzity Karlovy, kde se v roce 2005 z katedry biblistiky a judaistiky nakonec osamostatnil Ústav židovských studií. Ten v rámci bakalářského i magisterského studia nabízí studium judaistiky v kombinaci s teologií, filosofií nebo religionistikou. Jednooborové studium judaistiky je nabízeno pouze v rámci doktorského studia. Od roku 2006 lze však obor judaistika studovat též na Univerzitě Palackého v Olomouci a některým tématům judaistiky je rovněž věnována pozornost i na jiných českých univerzitách, například v Centru blízkovýchodních studií na Západočeské univerzitě v Plzni.